# 魏城镇 (魏县)
魏城镇，是中华人民共和国河北省邯郸市魏县下辖的一个乡镇级行政单位。

## 行政区划
魏城镇下辖以下地区：
南关社区、西小门社区、东关社区、魏集社区、大北关社区、西关社区、常小庄社区、杜町社区、岗井社区、三田社区、谢町社区、河里西社区、吴辛寨社区、皇小庄社区、冯小庄社区、石辛寨社区、东小门社区、河里东社区、冯辛寨社区、东南温村、高刘庄村、董河下村、朱河下村、白仕望村、刘河下村、北罗营村、梁河下村、后王村、前王村、孟于村、西南温村、邢于村、靳于村、常于村、魏于村、范辛寨村、栗辛寨村、南辛寨村、王营村、马于村、康町村、南温店村、赵寨村、小北关村、町上村、庞庄村、王辛寨村和李辛寨村。